# OEmbed

oEmbed — открытый формат, созданный с целью упрощения внедрения содержимого одной веб-страницы в другую. В роли контента может выступать фотографии, видеоролики, ссылки или другие типы данных.
Обмен информацией, с точки зрения oEmbed, происходит между поставщиком и потребителем. Потребитель желает показать встроенное представление стороннего ресурса на своем собственном сайте, например, это может быть фото или видео. Поставщик реализует oEmbed API для обеспечения доставки этого контента потребителю.

## Безопасность
OEmbed поставщик возвращает HTML-код вставки на страницу потребителя. Это открывает возможность XSS-атаки в случае контроля злоумышленником поставщика контента.
Для повышения безопасности можно встраивать HTML-код поставщика через промежуточный веб-сервер в другом домене с помощью iframe.

## Дополнительные источники
- Официальный веб-сайт